# Winnetoon
Winnetoon est un village du comté de Knox, dans l'État du Nebraska, aux États-Unis. En 2020, il comptait une population de 54 habitants.